# 蟒山国家森林公园
蟒山国家森林公园位于北京市昌平区境内(蟒山路2号)，总面积8578.93公顷，同昌平区7个乡镇、47个行政村相邻接。距京城约35公里，是北京市面积最大的国家森林公园，因其山势起伏如大蟒，故名蟒山。

## 历史
- 1998年10月被中国关心下一代工作委员会命名为“全国青少年绿色文明教育基地”
- 2000年6月被全国保护母亲河行动领导小组办公室命名为“全国保护母亲河行动——生态教育基地”
- 2000年10月由北京市科学技术普及工作联席会议办公室命名为“北京市科普教育基地”
- 2002年5月由北京市园林局授予“北京市一级公园”。

## 主要景点
- 蟒山塔：此塔坐落于海拔659米的蟒山至高点，高37米，塔外观五层，塔内六层。最初为森林防火了望建造，现已对游客开放。
- 天池：国家八五重点工程“十三陵抽水蓄能电站”的上池，位于蟒山山顶，容积445万立方米，水深37米。[2]

### 首长植树区
- 红叶

### 大佛景区
- 石雕弥勒佛：北京最大的石雕，高9.9米，名家所制，造像传神。伫立在石雕造像脚下，仰观弥勒大佛踞坐平台之上，喜笑颜开，自然随和，呈现出一派乐天忘形的超拔气象。[3]
- 高山长廊：山底长廊长90米，坐落在一条空心石坝上。山顶长廊长150米，为北京最高的彩绘长廊。
- 登山石阶：由3666块条石铺就的登山台阶连接两座彩绘长廊。这条台阶是北京最长的登山台阶。
- 十二生肖
- 碑林：“殷切之思，勒石为纪”，蟒山公园扇形平台上，有一座植树造林纪念亭及邓小平语录碑刻，还有数十处中央各单位及中外友谊植树纪念碑。[4]